# Cataglyphis takyrica
Cataglyphis takyrica är en myrart som beskrevs av Gennady M. Dlussky 1990. Cataglyphis takyrica ingår i släktet Cataglyphis och familjen myror. Inga underarter finns listade.